# St. Anna (Waal)
Koordinaten: 47° 59′ 42,1″ N, 10° 46′ 35,2″ O

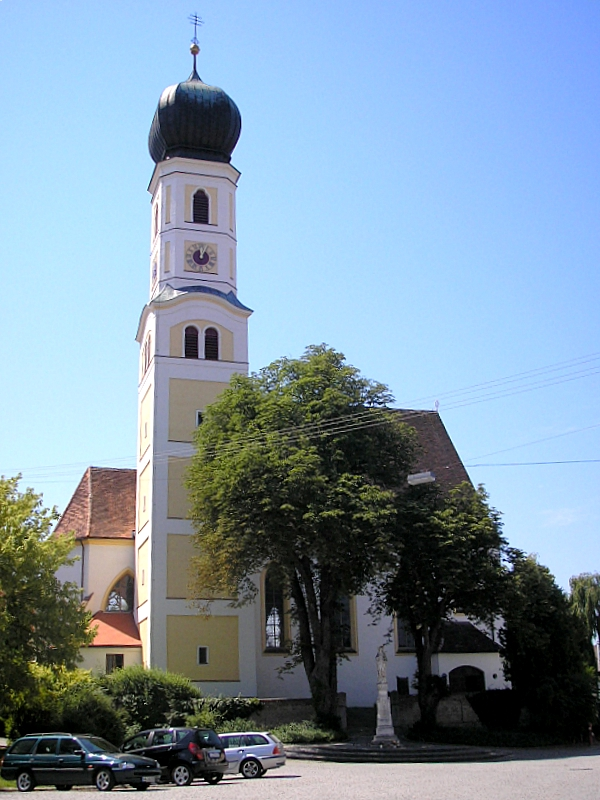
Gesamtansicht vom Marktplatz

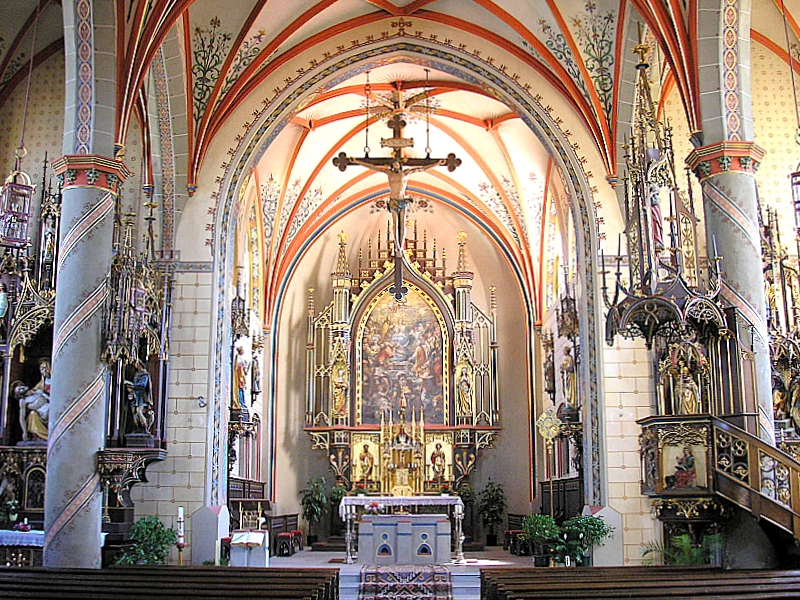
Innenraum nach Osten

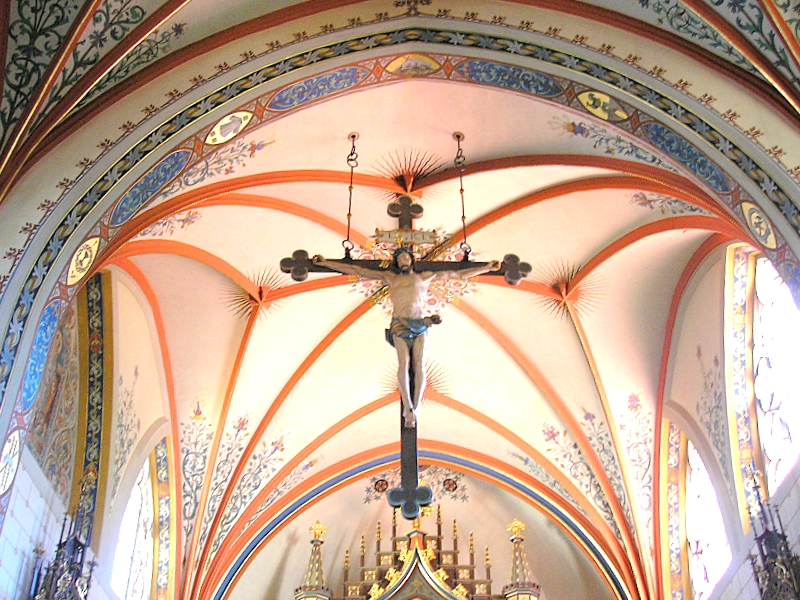
Blick ins Chorgewölbe mit dem Chorbogenkruzifix

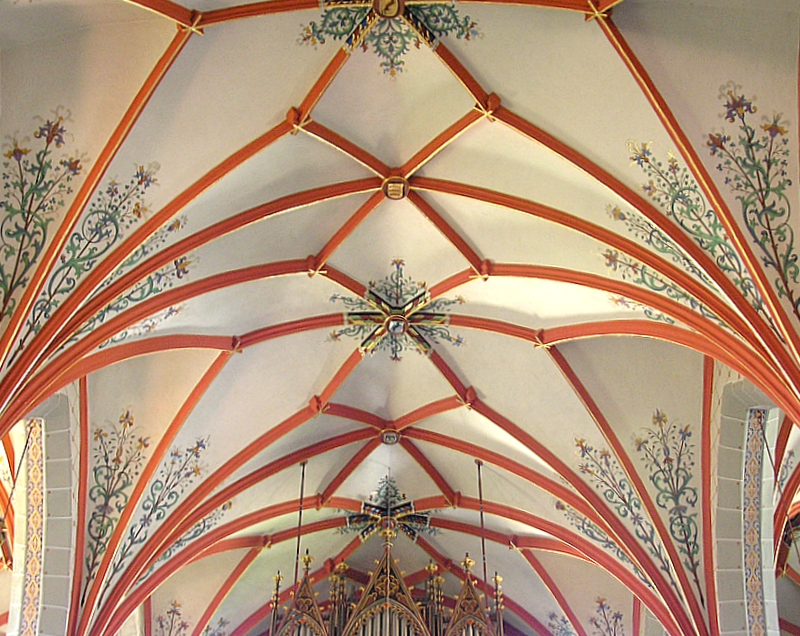
Das Mittelschiffsgewölbe nach Westen

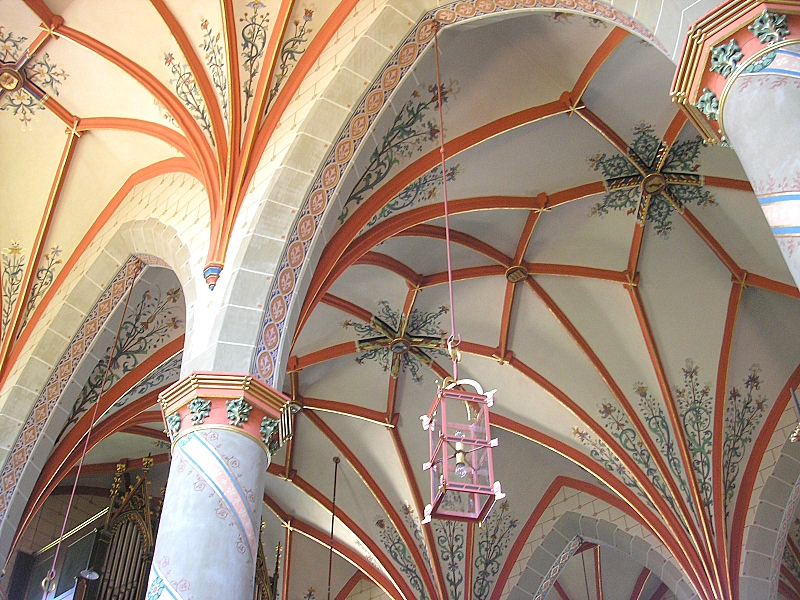
Schrägblick ins Gewölbe

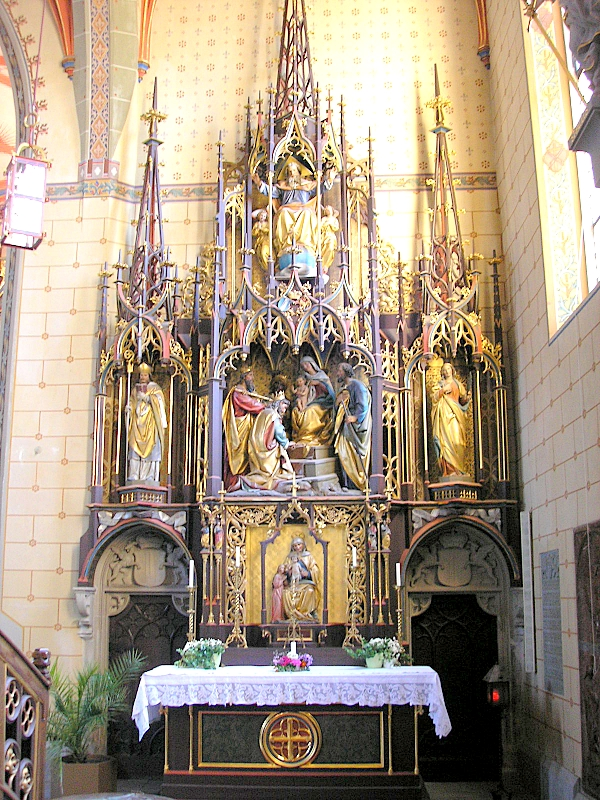
Der Dreikönigsaltar im südlichen Seitenschiff

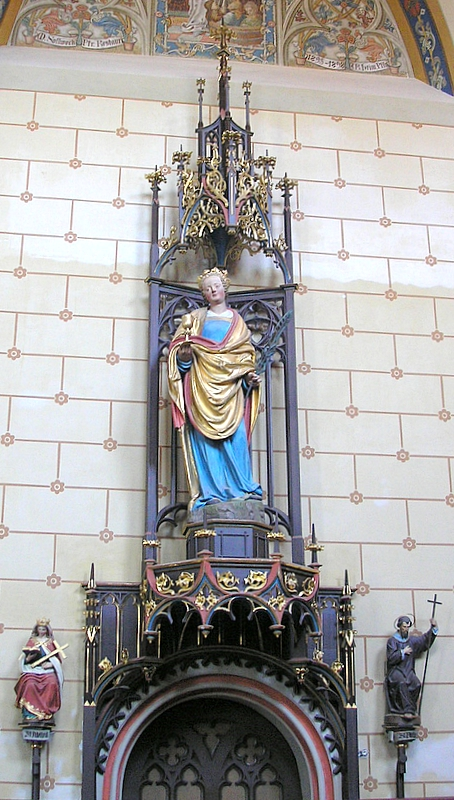
Statue der hl. Katharina (um 1520/30) im Chor

Die katholische Pfarrkirche St. Anna liegt neben dem Schloss im Zentrum des Marktes Waal im Landkreis Ostallgäu in Schwaben. Der stattliche Sakralbau wurde im 19. Jahrhundert in neugotischen Formen umgestaltet.

## Geschichte
Die heutige Pfarrkirche ging aus der ehemaligen Schlosskirche hervor. Als ursprüngliche Pfarrkirche ist die Nikolauskirche am Ortsrand anzusehen.
Die Westwand des Langhauses dürfte noch aus dem 14. Jahrhundert stammen. Damals entstand ein einschiffiges Langhaus, das gegen Ende des 15. Jahrhunderts zu einer dreischiffigen Halle mit Netzgewölben erweitert wurde. Gleichzeitig entstanden der Chorraum und ein Chorseitenturm. Die erhaltenen spätgotischen Skulpturen deuten auf eine reiche Ausstattung dieses Gotteshauses mit mehreren Flügelaltären hin.
Nach dem Dreißigjährigen Krieg gestaltete man das Innere in barocken Formen um (1670–1688, ab 1701). Im Mai 1757 stürzte der gotische Turm ein und zerstörte das Chorgewölbe, das als flaches Holzgewölbe wiederhergestellt wurde. 1762 war auch der Turm wieder aufgerichtet. Als Baumeister war Franz Xaver Kleinhans tätig.
1810–1829 überarbeitete man das Raumbild im Sinne des Klassizismus, empfand das Ergebnis aber bald als zu „zopfig“. Von 1847 bis 1865 regotisierte man die Kirche deshalb in aufwändiger Weise. Dem Holzgewölbe des Chores wurde ein hölzernes „gotisches“ Gewölbe mit Stuckrippen untergehängt. Bemerkenswert ist die vollständige Erhaltung des Gewölbefreskos des 18. Jahrhunderts unter der sichtbaren Decke.
Die Reste der originalen spätgotischen Ausstattung wurden in prächtige neugotische Altarschreine gestellt und durch eine Kanzel, den Taufstein und das Chorgestühl ergänzt.
1897/98 wurde die Raumschale neu gestaltet und ein neuer Fußboden eingebracht. Das heutige Raumbild verdankt seine Erscheinung einer groß angelegten Sanierung ab 1979, bei der man sich weitgehend an der Renovierung von 1896/98 orientierte.

## Beschreibung

### Außenbau
Dem annähernd quadratischen Langhaus (ca. 19,5 × 18 m) ist ein zweiachsiger Chor in Mittelschiffsbreite angefügt. Im nördlichen Chorwinkel überragt ein hoher, in den Untergeschossen quadratischer Turm das Satteldach des Langhauses. Dem Glockenturm wurde ein etwas zurückgesetzter Abschluss mit abgeschrägten Ecken aufgesetzt. Den Übergang vermittelt ein geschwungenes Kranzgesims über doppelten Schallöffnungen. Den Abschluss bildet eine hohe, kupfergedeckte Zwiebelkuppel.
Im Turminneren berichtet eine Inschrift von der Baugeschichte:
Im jahr 1486 war der alte thurn erbaut. / Anno 1757 den 9. May nachm. Halb 3 uhr ist er eingefallen. / Zu disem Neuen Thurn ist 1757 den lesten Juni der erste Stein gelegt worden. / Anno 1767 den 30. Sept. ist das Creutz gesteckht worden. / Der k(n)opf halt 50 Metzen Roggen Kauffbeur. / Anno 1763 im Julj seynd die Glockhen gehört worde
Das Chordach wurde gegenüber dem Dachstuhl des Langhauses um die Hälfte erniedrigt.
In der Westwand hat sich das zugesetzte Portal der gotischen Kirche erhalten.

### Innenraum
Das zierliche Sternnetzgewölbe des vierjochigen Langhauses wird von drei schlanken Rundpfeilerpaaren getragen. Im Westen schließt eine doppelte Westempore den Raum ab.
Bei der Restaurierung ab 1979 wurde am Choreingang  gemäß den Beschlüssen des II. Vatikanischen Konzils ein neuer Volksaltar geschaffen. Der Altarraum ist gegenüber dem Langhaus um drei Stufen erhöht und schließt innen rundbogig. In der Rundbogennische steht der mächtige neugotische Hochaltar mit dem barocken Altarblatt des Vorgängeraltares. Das hölzerne Netzgewölbe hängt unter dem original erhaltenen, jedoch nicht öffentlich zugänglichen Gewölbe des 18. Jahrhunderts. Die Figuration der Rippen wurde dem spätgotischen Langhausgewölbe angeglichen.
Die dekorative Raumfassung schuf 1896/1897 Karl Port. Die Gewölbeschlusssteine tragen die Wappen der ehemaligen Ortsherren und verwandter Geschlechter (u. a. Pappenheim, Rechberg, Riedberg).

### Ausstattung
Die einheitliche neugotische Ausstattung entstand zwischen 1847 und 1865. Im Mittelpunkt des monumentalen Hochaltares (Lorenz Herkommer, 1849) ist das Altarblatt aus dem frühen 18. Jahrhundert erhalten. Die bedeutende Darstellung der Verehrung der Muttergottes durch die hl. Sippe und Vertreter des Stammbaumes Christi wird Johann Rieger (1710/1720) zugeschrieben. Seitlich stehen Holzfiguren der hll. Afra und Maria Magdalena, die noch der Ausstattung der spätgotischen Pfarrkirche angehören (um 1520/1530, Zuschreibung an Hans Thomann). Die Reliefs der beiden Johannes an der Predella datieren um 1510/1520.
Die Seitenaltäre und die Kanzel zeigen noch reichere gotische Zierformen (1856/1857). Der Schöpfer des Hochaltares war 1851 nach Nordamerika ausgewandert, weshalb der Münchner Bildhauer Anselm Sickinger mit dem Entwurf und der Ausführung beauftragt wurde. Dieser Künstler war auch für die Münchner Frauenkirche und die Befreiungshalle über Kelheim tätig.
Der Dreikönigsaltar im Südschiff geht auf eine Stiftung der Patronatsherren, der Fürsten von der Leyen zurück und wurde über deren Gruft errichtet. Zu beiden Seiten der Predella führen Sandsteinportale in die Grabkammer. Im Mittelschrein des Altares beten die Heiligen Drei Könige das Kind an.
In ähnlicher Weise konzipierte Sickinger den Marienaltar im Nordschiff mit seiner mächtigen Pietà. Im Mittelpunkt der Verehrung steht jedoch der Kreuzpartikel in der mittleren Nische der Predella. Die Reliquie wurde am 3. Mai 1626 feierlich zur immerwährenden Aufbewahrung in die Kirche übertragen.
Die Kanzel Sickingers trägt Darstellungen der vier Evangelisten mit ihren Attributen. Der hohe Schalldeckel zeigt wie die beiden Seitenaltäre reiches neugotisches Sprengwerk.
An der Säule gegenüber der Kanzel steht die bedeutendste Skulptur der Kirche. Der hl. Johannes der Täufer (um 1525) wird dem Allgäuer Bildschnitzer Jörg Lederer zugeschrieben.
Weitere beachtliche Einzelfiguren der ursprünglichen Kirchenausstattung haben sich unter neugotischen Baldachinen im Chor erhalten (hl. Barbara und hl. Katharina, um 1520/30). Das mächtige Kruzifix am Chorbogen (ca. 1525/1530) stammt ursprünglich aus der Nikolauskirche am südlichen Ortsrand.
Im Zuge der letzten Generalsanierung konnte im südlichen Schildbogen der Westwand eine große Christophorus-Darstellung freigelegt werden (um 1500).
Gut erhalten, aber nicht zugänglich ist das Deckenfresko Franz Martin Kuens  (1757/1758), dem 1849 das neugotische Holzgewölbe untergehängt wurde. Der Meister schilderte hier die Verehrung der Anna selbdritt durch die vier Erdteile. In den Kartuschen sind Tugendallegorien zu erkennen. Das Hauptbild ist mit „Martin Kuen pinx. ano 1759“ signiert.
An den Wänden haben sich einige qualitätvolle Rotmarmorgrabsteine des 16. und 17. Jahrhunderts erhalten. Die Verstorbenen sind jeweils kniend vor dem Kreuz dargestellt.
Der Turm der Pfarrkirche birgt in seiner unteren Glockenstube eine Glocke des berühmten Innsbrucker Geschütz- und Glockengießers Gregor Löffler, der zwischen 1524 und 1544 in den Diensten der Freien Reichsstadt Augsburg stand. Die hervorragende Qualität der Gußarbeit und der mächtige Klang der 1534 gegossenen Glocke bezeugen bis heute eindrucksvoll, dass ihr Schöpfer damals zu Recht als einer der besten Gießer Europas gerühmt wurde. Die Glocke läutet an einem sehr schön gestalteten Holzjoch, das mit kunstvollen geschmiedeten Bändern versehen ist. Sie wurde gestiftet von Hans Jacob von Landau, Ritter zu Waal, und seiner Gemahlin Sophia. Die aufgegossene Inschrift des Ave Maria weist die Glocke als der Jungfrau Maria gewidmet aus.
Technische Daten: 
Nominal d′+9, Durchmesser 150,5 cm, Höhe 123 cm

### Orgel

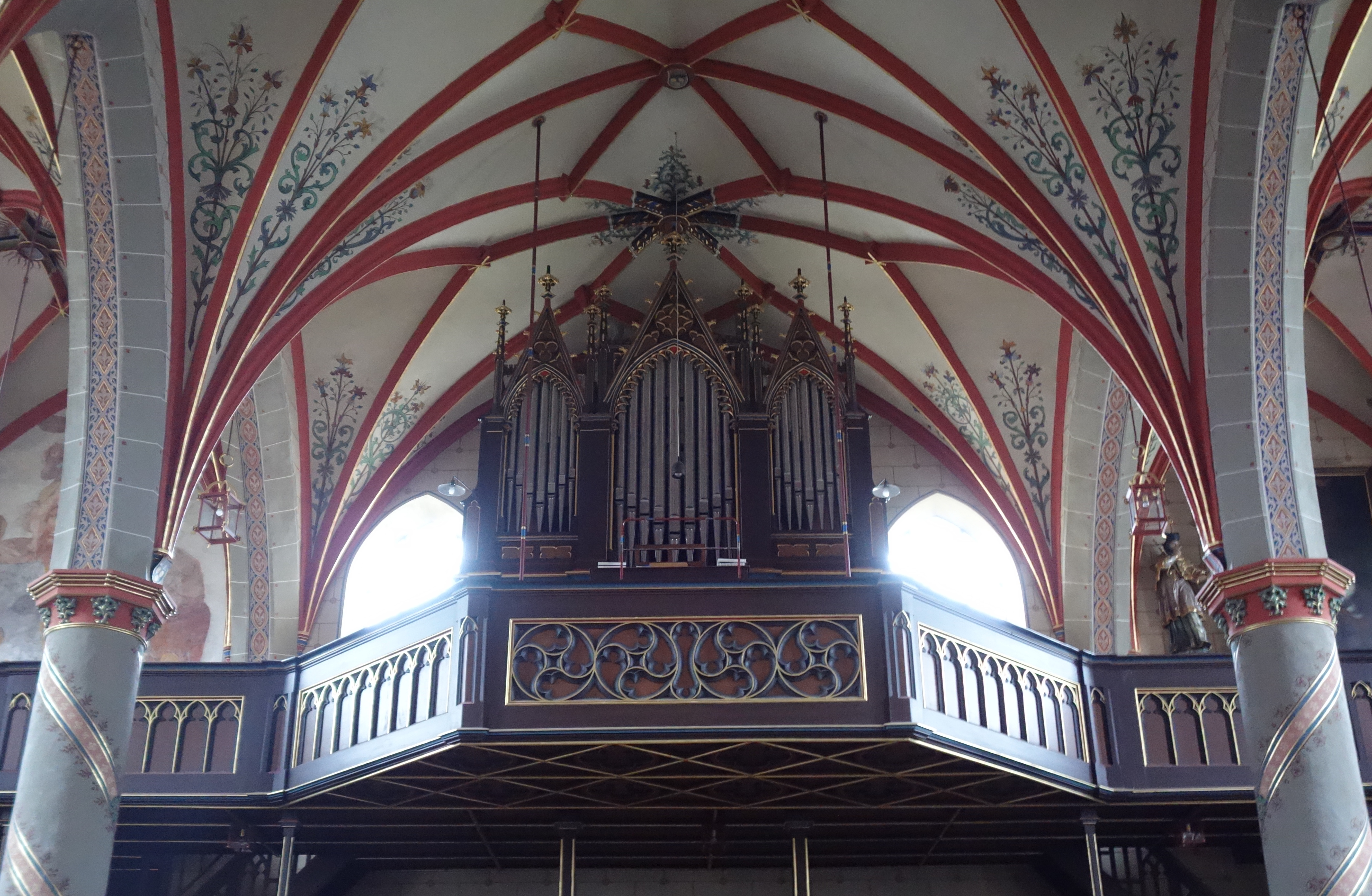
Die Orgel

Die Orgel wurde 1887 von G. F. Steinmeyer als Opus 321 mit 20 Registern auf zwei Manualen und Pedal gebaut.
Die Disposition lautet:
| I Manual   |     |
| Bourdon    | 16′ |
| Principal  | 8′  |
| Gamba      | 8′  |
| Tibia      | 8′  |
| Gedeckt    | 8′  |
| Salicional | 8′  |
| Octav      | 4′  |
| Gemshorn   | 4′  |
| Octav      | 2′  |
| Mixtur     |     |

| II Manual |    |
| Principal | 8′ |
| Dolce     | 8′ |
| Gedeckt   | 8′ |
| Aeoline   | 8′ |
| Fugara    | 4′ |
| Flöte     | 4′ |

| Pedal C–c |     |
| Subbaß    | 16′ |
| Violonbaß | 16′ |
| Octavbaß  | 8′  |
| Cello     | 8′  |

- Bemerkungen: Kegellade, mechanische Spiel- und Registertraktur, freistehender Spieltisch